# 니카라과흙파는쥐
니카라과흙파는쥐 또는 니카라과주머니고퍼(Orthogeomys matagalpae)는 흙파는쥐과에 속하는 설치류의 일종이다. 온두라스와 니카라과에서 발견된다.